# 保持警惕 (斯洛伐克)
保持警惕（Na stráž）是斯洛伐克极右翼人士高呼的一種口號。有人称该口號就是“斯洛伐克版本的‘希特勒万岁’”。在斯洛伐克共和國 （1939-1945年）时代，赫林卡衛隊成员之间会将“保持警惕”作为非正式问候语。斯洛伐克极右翼新纳粹主义政客馬里安·科特萊巴在从政初期也喜歡高呼“保持警惕”。2020年1月，人民党-我们的斯洛伐克候选人安东·格罗诺（Anton Grňo）因于2018年在斯洛伐克最高法院门前参加示威活动时喊出了“保持警惕”口号而被处以5000欧元罚款，因为法庭判定此行为等同于公开表示支持曾经的斯洛伐克共和國 政权。